# Allantonematidae
Famille
Les Allantonematidae sont une famille de nématodes parasites des insectes, appartenant à l'ordre des Tylenchida. Ces nématodes infectent une grande variété d'insectes, notamment des coléoptères, des papillons, des mouches, des thrips et des fourmis. Le nématode Howardula aoronymphium (en), par exemple, parasite les drosophiles mycophages, Formicitylenchus oregonensis (en) parasite les fourmis charpentières et Metaparasitylenchus hypothenemi (en) parasite un ravageur des grains de café, le Scolyte du caféier.
Les Allantonematidae infectent les larves d'insectes en perçant leur cuticule, après quoi ils résident dans le sang de l'insecte. Là, ils traversent plusieurs stades juvéniles avant d'être rejetés par l'anus ou par les voies reproductives. L'accouplement se produit généralement à l'extérieur de l'insecte hôte, après quoi les nématodes femelles infectent de nouveaux hôtes.

## Systématique
La famille des Allantonematidae a été créée en 1931 par le nématologiste brésilien Clemente Pereira (d).
La systématique des Allantonematidae est compliquée en raison de diverses reclassifications des genres, classés d'abord par caractères morphologiques. Cette famille est donc probablement paraphylétique, comme en témoigne son étude moléculaire.

## Liste des sous-familles et genres
Les Allantonematidae comptent deux sous-familles, contenant environ 150 espèces dans au moins seize genres. Ceux-ci comprennent :
- Sous-famille des Allantonematinae Pereira, 1931
  - genre Allantonema Leuckhart, 1884
  - genre Anandranema Poinar, Ferro, Morales & Tesh, 1993
  - genre Bradynema Zur Strassen, 1892
  - genre Howardula (en) Cobb, 1921
  - genre Metaparasitylenchus (en) Wachek, 1955
  - genre Neoparasitylenchus (en) Nickle, 1967
  - genre Parasitylenchoides Wachek, 1955
  - genre Pratinema Chizhov & Sturhan, 1998
  - genre Proparasitylenchus Wachek, 1955
  - genre Sulphuretylenchus Ruhm, 1956
  - genre Thripinema Siddiqi, 1986
- Sous-famille des Contortylenchinae Ruhm, 1956
  - genre Aphelenchulus Cobb, 1920
  - genre Bovienema Nickle, 1963
  - genre Contortylenchus (en) Ruhm, 1956
  - genre Formicitylenchus (en) Poinar, 2003
- Sous-famille non encore classée
  - genre Halophilanema Poinar, 2012[7]